# 昂巴海盜
昂巴海盜（英語：Corsairs of Umbar）是英國作家托爾金奇幻小說裡昂巴的人類海盜，他們效忠於索倫，與剛鐸是敵人。

## 歷史
昂巴是努曼諾爾人的「皇帝的人馬」派系所建立的根據地，他們忠於國王，並反對維拉的神授權力。在努曼諾爾淪亡後，昂巴的居民進一步墮落，成為黑暗努曼諾爾人。他們在剛鐸沿岸搶掠，皇室內鬥結束以後，失敗的剛鐸叛亂份子逃到昂巴，使昂巴成為剛鐸的死敵。
叛逆者卡斯塔馬在逃亡時帶同大批剛鐸船隻，削弱了剛鐸的海軍力量。剛鐸後來一度征服昂巴，但很快就被哈拉德林人佔領。在魔戒聖戰時期，昂巴海盜與哈拉德林人雜居，努曼諾爾的血統被融合。帕蘭諾平原戰役爆發，一支昂巴的聯合船隊，包括約50艘大船及無數小船襲擊蘭班寧的港口城市佩拉格，卻被亞拉岡及亡靈軍隊所擒，亞拉岡及亡靈軍隊利用船隻前往救援被圍攻的米那斯提力斯。

## 改編描述
- 彼得·傑克遜執導的電影《魔戒三部曲：王者再臨》裡，昂巴海盜使用大三角帆的古代帆船及獨桅帆船[1]，托爾金則在小說裡提到他們使用德羅蒙戰艦（Dromon），這個畫面並沒有出現在電影首映，只出現在DVD加長版裡。瑞克·波拉斯（英语：Rick Porras）、理查·泰勒（英语：Richard Taylor (filmmaker)）等許多電影工作人員都客串演出為海盜，包括彼得·傑克森亦親自飾演一名意外被勒苟拉斯射死的海盜。
- 昂巴海盜也出現在電子遊戲《魔戒：中土大戰II》中[2]。
- 芬蘭的重金屬樂隊戰鬥傳說作了一首叫《海盜旅館》的歌[3]，與昂巴海盜有關。

## 相關条目
- 昂巴